# Satyavati
Satyavati (Sanskrit सत्यवती satyavatī m.) war die Mutter des Veda-Weisen Vyasa und Ehefrau des Königs Shantanu von Hastinapur.

## Geburt und Herkunft
Gemäß einer Legende im Mahabharata wurde Satyavati als die Tochter der Apsara Adrika geboren, die aufgrund eines Fluches als Fisch im Fluss Yamuna lebte. Satyavatis Vater war König Vasu, auch bekannt unter dem Namen Uparicara. Eines Tages fingen Fischer den Fisch und fanden zwei menschliche Zwillinge in seinem Magen, einen Jungen und ein Mädchen. Daraufhin wurde Adrika von ihrem Fluch befreit und kehrte in ihre Heimat, die Himmelsregionen, zurück. Der Junge wurde Vasu zur Adoption anvertraut und entwickelte sich später zum angesehenen König Matsya. Das Mädchen gab der König dem Fischer-Häuptling. Sie war überaus schön und lieblich, roch aber nach Fisch.

## Begegnung mit Parashara
Auf Wunsch ihres Vaters arbeitete sie als Fährfrau auf dem Fluss Yamuna. Eines Tages erschien der Seher Parashara und begehrte spontan das hübsche Mädchen. Er begann sie heftig zu umarmen, doch als sie ihre Scham zum Ausdruck brachte, erschuf er auf ihren Wunsch einen künstlichen Nebel, damit ihre Vereinigung nicht von Asketen, die am Ufer weilten, beobachtet werden konnte. Satyavati bedingte sich auch aus, dass sie nach der Vereinigung ihre Jungfräulichkeit zurück erlangte. Der Seher gewährte ihr diesen Wunsch und auch eine weitere Gunst, dass stets ein angenehmer Duft von ihrem Körper ausgehen würde.
Noch am selben Tag gebar Satyavati ihren Sohn, der auf einer Insel zur Welt kam und „Dvaipayana“ genannt wurde. Später wurde er bekannt als Vyasa, der Kompilator der Veden, der fünf ausgewählte Schüler im Mahabharata als fünftem Veda unterwies.

## Ehe mit Shantanu
Eines Tages weilte König Shantanu in einem Wald am Fluss Yamuna und wurde vom wunderbaren Duft von Satyavatis Körper angezogen. Er verliebte sich sogleich in sie und bat ihren Vater um ihre Hand. Dieser stellte jedoch die Bedingung, dass allein der Sohn seiner Tochter die Erbfolge antreten dürfte. Dies stürzte Shantanu in einen Gewissenskonflikt, der jedoch aufgelöst wurde, als sein Sohn Devavrata, später bekannt unter dem Namen Bhishma, freiwillig auf alle Rechte verzichtete. So konnte Shantanu Satyavati ehelichen und wurde mit ihr zum Vater von zwei Söhnen, Chitrangada und Vichitravirya.